# Campionati europei di ciclismo su pista - Americana femminile

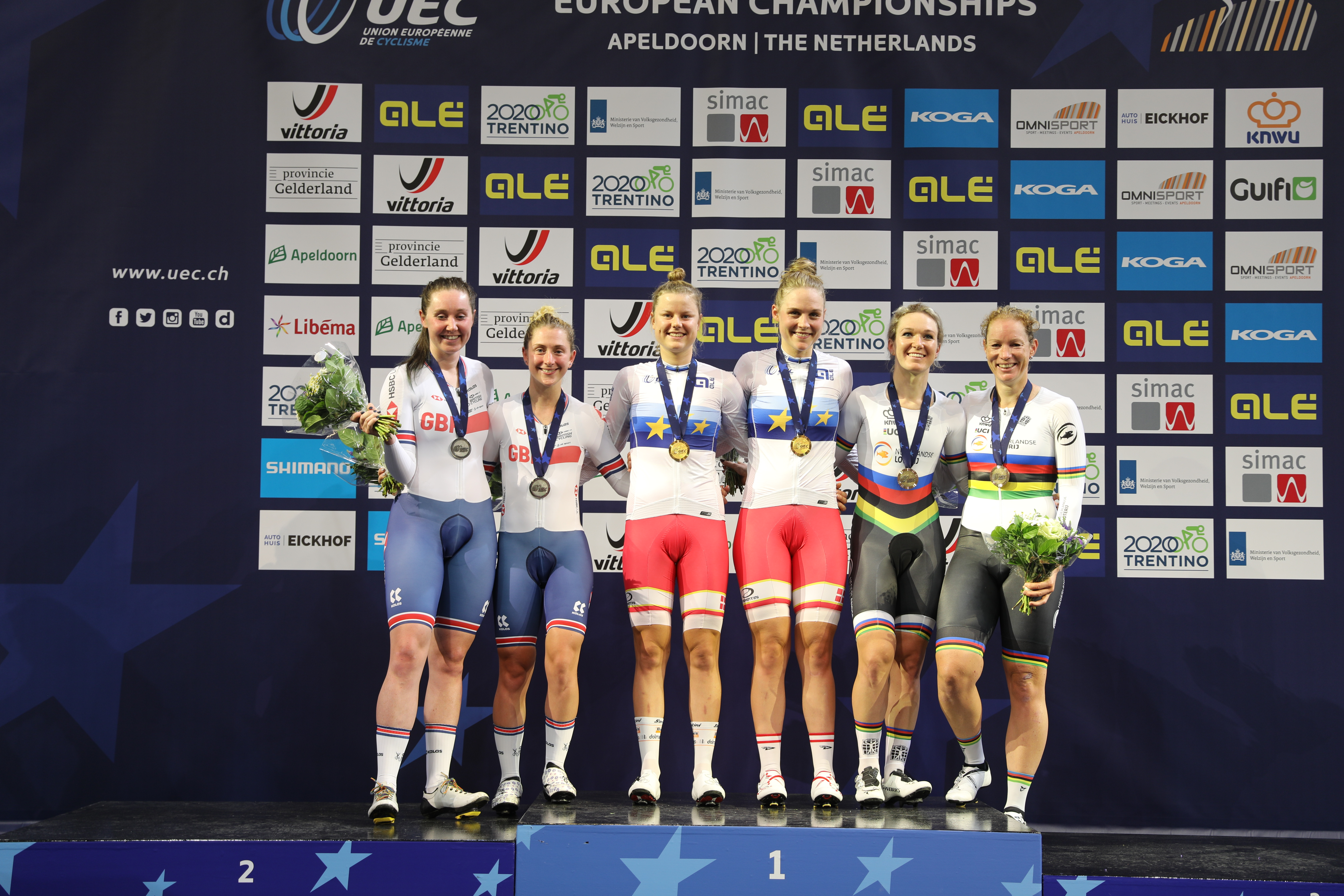
Il podio dell'edizione 2019: da sinistra, le coppie britannica, danese e olandese

L'americana femminile è una delle prove inserite nel programma dei campionati europei di ciclismo su pista. Si corre dall'edizione 2016.

## Albo d'oro
Aggiornato all'edizione 2025.
| Anno | Vincitrici                                    | Seconde                                   | Terze                                   |
| ---- | --------------------------------------------- | ----------------------------------------- | --------------------------------------- |
| 2016 | Belgio Jolien D'Hoore Lotte Kopecky           | Paesi Bassi Nina Kessler Kirsten Wild     | Gran Bretagna Emily Kay Emily Nelson    |
| 2017 | Gran Bretagna Elinor Barker Eleanor Dickinson | Irlanda Lydia Boylan Lydia Gurley         | Paesi Bassi Amy Pieters Kirsten Wild    |
| 2018 | Danimarca Amalie Dideriksen Julie Leth        | Russia Gul'naz Badykova Diana Klimova     | Paesi Bassi Amy Pieters Kirsten Wild    |
| 2019 | Danimarca Amalie Dideriksen Julie Leth        | Gran Bretagna Katie Archibald Laura Kenny | Paesi Bassi Amy Pieters Kirsten Wild    |
| 2020 | Italia Elisa Balsamo Vittoria Guazzini        | Russia Diana Klimova Marija Novolodskaja  | Gran Bretagna Laura Kenny Elinor Barker |
| 2021 | Gran Bretagna Katie Archibald Neah Evans      | Danimarca Amalie Dideriksen Julie Leth    | Francia Victoire Berteau Marion Borras  |
| 2022 | Italia Rachele Barbieri Silvia Zanardi        | Francia Marion Borras Clara Copponi       | Danimarca Amalie Dideriksen Julie Leth  |
| 2023 | Gran Bretagna Katie Archibald Elinor Barker   | Francia Victoire Berteau Clara Copponi    | Italia Elisa Balsamo Vittoria Guazzini  |
| 2024 | Francia Valentine Fortin Marion Borras        | Belgio Katrijn De Clercq Lotte Kopecky    | Italia Elisa Balsamo Vittoria Guazzini  |
| 2025 | Paesi Bassi Lisa van Belle Maike van der Duin | Italia Elisa Balsamo Vittoria Guazzini    | Francia Victoire Berteau Marion Borras  |

## Medagliere
| Pos.   | Paese         | Oro | Argento | Bronzo | Totale |
| ------ | ------------- | --- | ------- | ------ | ------ |
| 1      | Gran Bretagna | 3   | 1       | 2      | 6      |
| 2      | Italia        | 2   | 1       | 2      | 5      |
| 3      | Danimarca     | 2   | 1       | 1      | 4      |
| 4      | Francia       | 1   | 2       | 2      | 5      |
| 5      | Paesi Bassi   | 1   | 1       | 3      | 5      |
| 6      | Belgio        | 1   | 1       | 0      | 2      |
| 7      | Russia        | 0   | 2       | 0      | 2      |
| 8      | Irlanda       | 0   | 1       | 0      | 1      |
| Totale | Totale        | 10  | 10      | 10     | 30     |

| Pos. | Atleta             | Oro | Argento | Bronzo | Totale |
| ---- | ------------------ | --- | ------- | ------ | ------ |
| 1    | Amalie Dideriksen  | 2   | 1       | 1      | 4      |
| 1    | Julie Leth         | 2   | 1       | 1      | 4      |
| 3    | Katie Archibald    | 2   | 1       | 0      | 3      |
| 4    | Elinor Barker      | 2   | 0       | 1      | 3      |
| 5    | Marion Borras      | 1   | 1       | 2      | 4      |
| 5    | Elisa Balsamo      | 1   | 1       | 2      | 4      |
| 5    | Vittoria Guazzini  | 1   | 1       | 2      | 4      |
| 8    | Lotte Kopecky      | 1   | 1       | 0      | 2      |
| 9    | Jolien D'Hoore     | 1   | 0       | 0      | 1      |
| 9    | Eleanor Dickinson  | 1   | 0       | 0      | 1      |
| 9    | Neah Evans         | 1   | 0       | 0      | 1      |
| 9    | Rachele Barbieri   | 1   | 0       | 0      | 1      |
| 9    | Silvia Zanardi     | 1   | 0       | 0      | 1      |
| 9    | Valentine Fortin   | 1   | 0       | 0      | 1      |
| 9    | Lisa van Belle     | 1   | 0       | 0      | 1      |
| 9    | Maike van der Duin | 1   | 0       | 0      | 1      |